# Zelenîi Hai, Vilneansk
Zelenîi Hai (în ucraineană Зелений Гай) este un sat în comuna Antonivka din raionul Vilneansk, regiunea Zaporijjea, Ucraina.

## Demografie
Componența lingvistică a localității Zelenîi Hai
     Ucraineană (95,1%)
     Rusă (4,9%)
Conform recensământului din 2001, majoritatea populației localității Zelenîi Hai era vorbitoare de ucraineană (95,1%), existând în minoritate și vorbitori de rusă (4,9%).